# Cazaubon
Cazaubon is een gemeente in het Franse departement Gers (regio Occitanie). De plaats maakt deel uit van het arrondissement Condom. Cazaubon telde op 1 januari 2022 1.663 inwoners.
Door de aanwezigheid van geneeskrachtige baden in zijn deelgemeente Barbotan-les-Thermes heeft Cazaubon een lange historie als badplaats en het grootste aantal tweede woningen van de Gers.

## Geografie
De oppervlakte van Cazaubon bedroeg op 1 januari 2022 55,64 vierkante kilometer; de bevolkingsdichtheid was toen 29,9 inwoners per km².

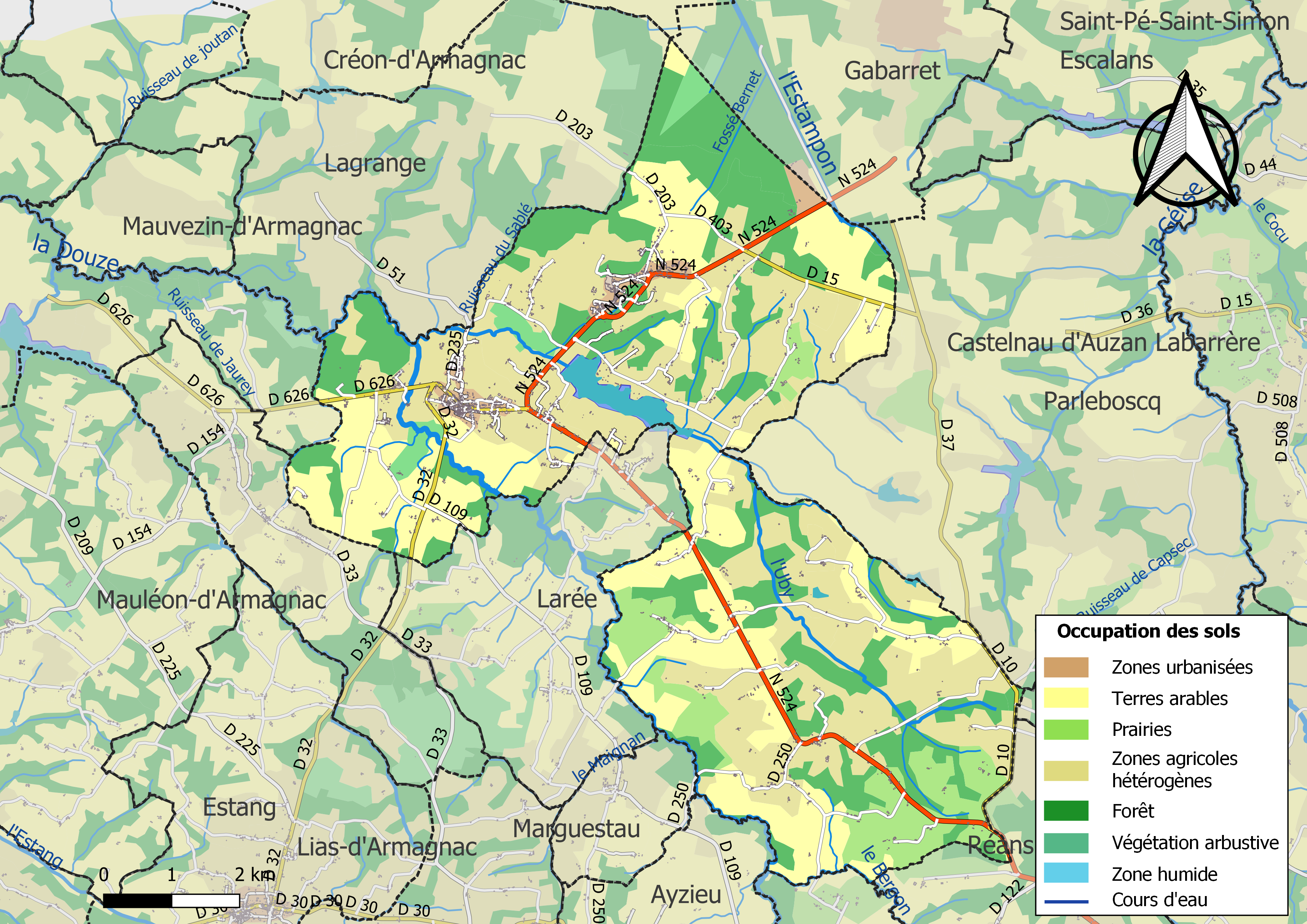
Kaart van de gemeente met belangrijkste infrastructuur, bodemgebruik en omliggende gemeenten

## Demografie
De figuur toont het verloop van het inwonertal (bron: INSEE-tellingen).